# Los Mérida
Los Mérida är en ort i Mexiko.   Den ligger i kommunen San Andrés Tuxtla och delstaten Veracruz, i den sydöstra delen av landet, 400 km öster om huvudstaden Mexico City. Los Mérida ligger 127 meter över havet och antalet invånare är 770.
Terrängen runt Los Mérida är kuperad åt nordost, men åt sydväst är den platt. Runt Los Mérida är det ganska tätbefolkat, med 111 invånare per kvadratkilometer. Närmaste större samhälle är San Andres Tuxtla, 10,1 km nordost om Los Mérida. Omgivningarna runt Los Mérida är en mosaik av jordbruksmark och naturlig växtlighet.